# Stratford (Oklahoma)
Stratford – miasto w Stanach Zjednoczonych, w stanie Oklahoma, w hrabstwie Garvin.